# Armer
I d'Armer (talvolta anche Darmer, Dalmario o Armeri) furono una famiglia patrizia veneziana, annoverata fra le cosiddette Case Nuove.

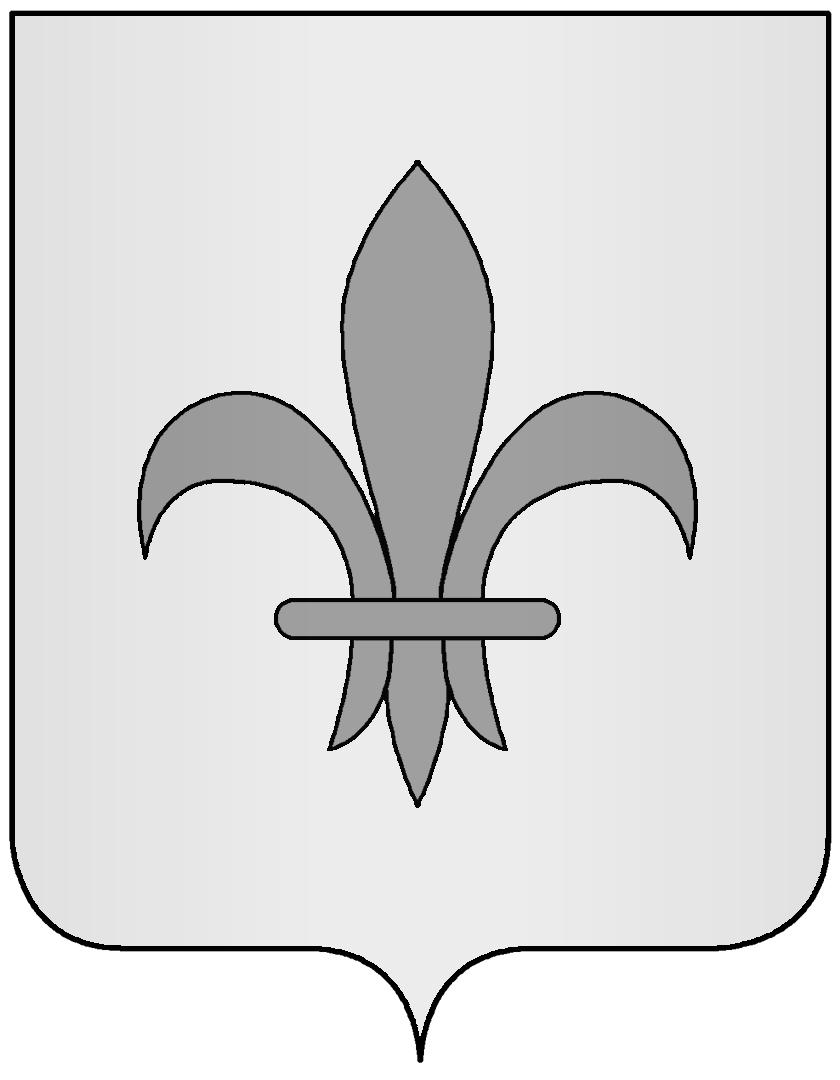
Stemma Armer

## Storia
Secondo la leggenda, gli Armer sarebbero stati originari del Cadore.
Giunti in laguna in epoca molto antica, questa famiglia diede alla città antichi tribuni. Alla serrata del Maggior Consiglio, nel 1297, gli Armer furono ascritti al patriziato veneziano. Tra le personalità che diedero fama al casato, le fonti ricordano un Albano di Simone d'Armer, capitano di galera che militò sotto il gonfalone marciano nella seconda guerra turco-veneziana: nel 1499, fatto da questi prigioniero e deportato a Costantinopoli, fu squartato per aver rifiutato l'abiura.
Questa famiglia si estinse probabilmente nel 1553 con Giacomo di Alvise d'Armer.

## Membri illustri
- Ermolao d'Armer (XIV secolo), politico veneziano, fu conte di Pola tra il 1363 e il 1364.

## Luoghi e architetture
A Venezia, in Santa Croce, esisteva un tempo un Palazzo d'Armer, oggi scomparso, dove oggi sorge il Palazzo Bragadin Soranzo Cappello.